# Mount Vernon (Teksas)
Mount Vernon je gradić u američkoj saveznoj državi Teksas. Prema popisu stanovništva iz 2010. u njemu je živjelo 2.662 stanovnika.